# Dylan Sprayberry
Dylan Muse Sprayberry (Houston, 7 luglio 1998) è un attore statunitense.
Noto per aver interpretato il giovane Clark Kent nel film L'uomo d'acciaio del 2013 e Liam Dunbar nella serie di MTV Teen Wolf dal 2014 al 2017.

## Biografia
Sprayberry è nato il 7 luglio 1998 e cresciuto a Houston, in Texas, e successivamente ha frequentato la West University Elementary. Il suo primo ruolo da attore è all'età di tre anni in un annuncio di servizio pubblico per PBS. Ha continuato a lavorare nella pubblicità e nella stampa da bambino.
Sua sorella Ellery Sprayberry è un'attrice. Entrambi si sono trasferiti a Los Angeles con i loro genitori nel 2006 per proseguire la loro carriera. Ha poi frequentato la Brighton Hall di Los Angeles.

## Carriera
Dopo essersi trasferito a Los Angeles, Sprayberry è apparso in diverse serie televisive di commedie e film drammatici, tra cui iCarly, State of the Union di Tracey Ullman, Criminal Minds e Glee. Ha anche recitato in ruoli secondari nel film The Three Gifts al fianco di Dean Cain. Ha poi ottenuto il ruolo di spaccone del giovane Clark Kent nel film L'uomo d'acciaio del 2013, il primo film nel DC Extended Universe, con Amy Adams, Michael Shannon, Diane Lane e Kevin Costner.
Sprayberry è meglio conosciuto per il ruolo in Teen Wolf in cui interpretava il ruolo di Liam Dunbar dal 2014 al 2017. La sua prima apparizione nello show in un ruolo ricorrente durante la quarta stagione dello show prima di essere aumentato alla serie regolare per la sua quinta stagione, che è stata presentata in anteprima il 29 giugno 2015. È apparso al Comic-Con con il cast di Teen Wolf prima della conclusione dello spettacolo nel 2017. Inizialmente aveva fatto il provino per la parte di Young Derek nella terza stagione, ma all'epoca era troppo giovane. Durante il suo periodo nello show, Sprayberry ha accumulato una base di fan significativa.
Nel 2016 è apparso nel film d'avventura Vanished - Left Behind: Next Generation. Il film è basato sul The New York Times best seller Vanished di Tim LaHaye e Jerry Jenkins.
Dopo la conclusione di Teen Wolf, Sprayberry ha continuato la sua carriera con un ruolo secondario nel film thriller del 2018 Malibu Tapes, sceneggiatura e registrazione del suo EP originale di debutto.

## Vita privata

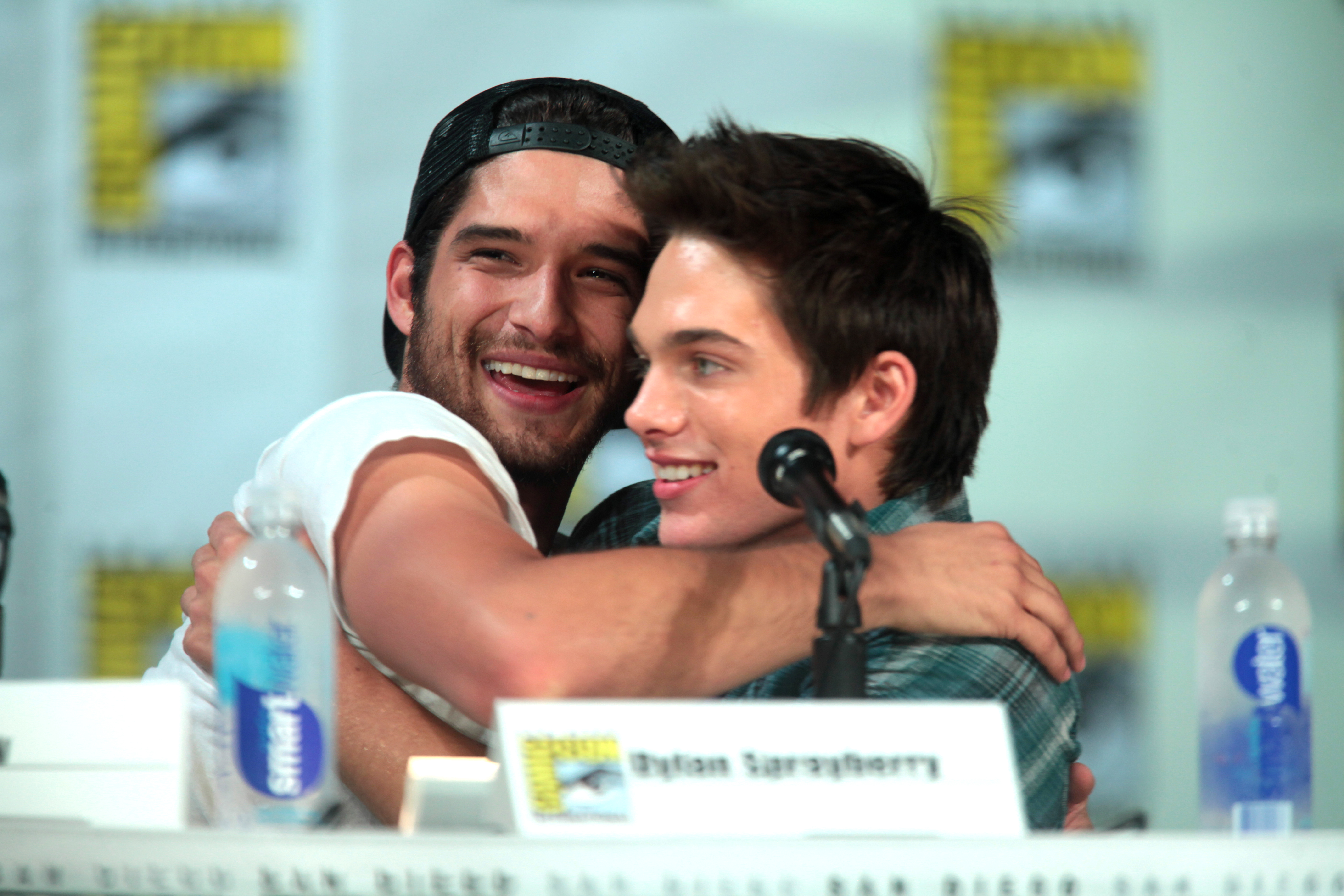
Tyler Posey & Dylan Sprayberry al ComicCon del 2014

Suona la chitarra, il basso e la batteria e, prima di apparire in Teen Wolf, faceva parte di una band chiamata The Dead Toms.
È un fan del punk rock e cita come sue band preferite Black Flag, Minor Threat, The Stooges, Neck Deep, The Story So Far e Blink-182.
Sprayberry cita Jack Nicholson, Robert De Niro, Sean Penn, Joaquin Phoenix, Tom Hardy e Jake Gyllenhaal come sue ispirazioni.
Dal 2018 al 2019 ha avuto una relazione con l'attrice Samantha Logan.

## Filmografia

### Cinema
- Ma-i pa-deo, regia di Dong-Hyuk Hwang (2007)
- Soccer Mom, regia di Gregory McClatchy (2008)
- Land of the Lost, regia di Brad Silberling (2009)
- Reconciliation, regia di Chad Ahrendt (2009)
- Daddy Sitter, regia di Walt Becker (2009)
- Bedrooms, regia di Youssef Delara, Michael D. Olmos e Victor Teran (2010)
- Shuffle, regia di Kurt Kuenne (2011)
- L'uomo d'acciaio (Man of Steel), regia di Zack Snyder (2013)
- Cry of the Butterfly, regia di Mihailo Stanich (2014)
- Left Behind: Vanished: Next Generation, regia di Larry A. McLean (2016)
- The Row, regia di Matty Beckerman (2018)
- The Malibu Tapes, regia di Scott Slone (2018)
- Teen Wolf - Il film (Teen Wolf: The Movie), regia di Russell Mulcahy (2023)

### Televisione
- iCarly – serie TV, episodio 1×25 (2008)
- MADtv – serie TV, episodio 14x02 (2008)
- Criminal Minds – serie TV, episodio 4x10 (2008)
- Spaced, regia di Charles Stone III – film TV (2008)
- State of the Union – serie TV, episodi 1x01-2x05 (2008-2009)
- Chasing a Dream, regia di David Burton Morris – film TV (2009)
- Tre bambini sotto l'albero (The Three Gifts), regia di David S. Cass Sr. – film TV (2009)
- Glee – serie TV, episodio 3x15 (2012)
- Common Law – serie TV, episodio 1x02 (2012)
- Teen Wolf – serie TV, 47 episodi (2014-2017)
- Light as a Feather – serie TV (2018-2019)

## Doppiatori italiani
Nelle versioni in italiano delle opere in cui ha recitato, Dylan Sprayberry è stato doppiato da:
- Federico Viola in Teen Wolf, Teen Wolf - Il film
- Tommaso Sandri in Tre bambini sotto l'albero
- Andrea Di Maggio in L'uomo d'acciaio